# Louzac-Saint-André
Louzac-Saint-André è un comune francese di 1 080 abitanti situato nel dipartimento della Charente, nella regione della Nuova Aquitania.

## Società

### Evoluzione demografica
Abitanti censiti

## Amministrazione

### Gemellaggi
- Villeret, Svizzera